# Vision Gran Turismo
Vision Gran Turismo, of vaak afgekort Vision GT of VGT, is een reeks voor prototypes ontwikkeld door Polyphony Digital voor de gameserie Gran Turismo. Het project begon in 2013, mede door het 15-jarig bestaan van Gran Turismo. Ze verschijnen in Gran Turismo 6 en Gran Turismo Sport.

## Achtergrond
De naam Vision Gran Turismo werd oorspronkelijk gebruikt voor een Gran Turismo HD-trailer in 2006. In 2013, ter gelegenheid van het 15-jarig bestaan van de serie, kondigde Polyphony Digital "Vision Gran Turismo" aan, een speciaal project met conceptauto's die voor het spel zijn ontworpen door topautobedrijven, evenals sportkledingmerken Air Jordan en Nike en carrosseriebouwers zoals Zagato.

## Auto's
Vision Gran Turismo-auto's zijn beperkt in Gran Turismo-games. Ze kunnen aangepast worden met kleuren, maar kunnen echter niet getuned worden.

### Standaardversies
| Autofabrikant     | Automodel                                                | Releasedatum       |
| ----------------- | -------------------------------------------------------- | ------------------ |
| Alpine            | Alpine Vision Gran Turismo                               | Gran Turismo 6     |
| Alpine            | Alpine Vision Gran Turismo Race Mode                     | Gran Turismo 6     |
| Alpine            | Alpine Vision Gran Turismo 2017                          | Gran Turismo Sport |
| Aston Martin      | Aston Martin DP-100 Vision Gran Turismo                  | Gran Turismo 6     |
| Audi              | Audi Vision Gran Turismo                                 | Gran Turismo Sport |
| Audi              | Audi e-tron Vision Gran Turismo                          | Gran Turismo Sport |
| BMW               | BMW Vision Gran Turismo                                  | Gran Turismo 6     |
| Bugatti           | Bugatti Vision Gran Turismo                              | Gran Turismo Sport |
| Chaparral         | Chevrolet Chaparral 2X Vision Gran Turismo               | Gran Turismo 6     |
| Daihatsu          | Daihatsu Copen RJ Vision Gran Turismo                    | Gran Turismo Sport |
| Dodge             | SRT Tomahawk S Vision Gran Turismo                       | Gran Turismo 6     |
| Dodge             | SRT Tomahawk GTS-R Vision Gran Turismo                   | Gran Turismo 6     |
| Dodge             | SRT Tomahawk X Vision Gran Turismo                       | Gran Turismo 6     |
| Fittipaldi Motors | Fittipaldi EF7 Vision Gran Turismo by Pininfarina        | Gran Turismo Sport |
| Honda             | Honda Vision Gran Turismo                                | Gran Turismo Sport |
| Hyundai           | Hyundai N 2025 Vision Gran Turismo                       | Gran Turismo Sport |
| Infiniti          | Infiniti Concept Vision Gran Turismo                     | Gran Turismo 6     |
| Jaguar            | Jaguar Vision Gran Turismo Coupé                         | Gran Turismo Sport |
| Lexus             | Lexus LF-LC GT Vision Gran Turismo                       | Gran Turismo 6     |
| Mazda             | Mazda LM55 Vision Gran Turismo                           | Gran Turismo 6     |
| McLaren           | McLaren Ultimate Vision Gran Turismo                     | Gran Turismo Sport |
| Mercedes-Benz     | Mercedes-AMG Vision Gran Turismo                         | Gran Turismo 6     |
| Mercedes-Benz     | Mercedes-AMG Vision Gran Turismo Racing Series           | Gran Turismo 6     |
| MINI              | MINI Clubman Vision Gran Turismo                         | Gran Turismo 6     |
| Mitsubishi        | Mitsubishi Concept XR-PHEV Evolution Vision Gran Turismo | Gran Turismo 6     |
| Nissan            | Nissan Concept 2020 Vision Gran Turismo                  | Gran Turismo 6     |
| Peugeot           | Peugeot Vision Gran Turismo                              | Gran Turismo 6     |
| Peugeot           | Peugeot L500R Hybrid Vision Gran Turismo                 | Gran Turismo Sport |
| Peugeot           | Peugeot L750R Hybrid Vision Gran Turismo                 | Gran Turismo Sport |
| Subaru            | Subaru Viziv GT Vision Gran Turismo                      | Gran Turismo 6     |
| Toyota            | Toyota FT-1 Vision Gran Turismo                          | Gran Turismo 6     |
| Volkswagen        | Volkswagen GTI Roadster Vision Gran Turismo              | Gran Turismo 6     |
| Volkswagen        | Volkswagen GTI Supersport Vision Gran Turismo            | Gran Turismo 6     |
| Zagato            | Iso Rivolta Zagato Vision Gran Turismo                   | Gran Turismo Sport |

### Raceversies
Naast gewone Vision Gran Turismo-auto's zijn ook raceversies gebouwd in Gran Turismo Sport, die wel getuned kunnen worden. Deze worden verdeeld in de klassen Gr. 1 en Gr. 3.
| Autofabrikant | Automodel                            | Klasse |
| ------------- | ------------------------------------ | ------ |
| Bugatti       | Bugatti Vision Gran Turismo          | Gr. 1  |
| Dodge         | SRT Tomahawk Vision Gran Turismo     | Gr. 1  |
| Hyundai       | Hyundai N 2025 Vision Gran Turismo   | Gr. 1  |
| Mazda         | Mazda LM55 Vision Gran Turismo       | Gr. 1  |
| McLaren       | McLaren Ultimate Vision Gran Turismo | Gr. 1  |
| Peugeot       | Peugeot Vision Gran Turismo          | Gr. 3  |
| Toyota        | Toyota FT-1 Vision Gran Turismo      | Gr. 3  |
| Volkswagen    | Volkswagen GTI Vision Gran Turismo   | Gr. 3  |